# Ермоленко, Пантелей Игнатьевич
Пантелей Игнатьевич Ермоленко (1909—1984) — старшина Советской Армии, участник Великой Отечественной войны, Герой Советского Союза (1943).

## Биография
Пантелей Ермоленко родился 7 сентября 1909 года в деревне Прудки (ныне — Шкловский район Могилёвской области Белоруссии). Получил начальное образование, работал водителем в колхозе. В феврале 1942 года Ермоленко был призван на службу в Рабоче-крестьянскую Красную Армию. С августа того же года — на фронтах Великой Отечественной войны. К сентябрю 1943 года гвардии сержант Пантелей Ермоленко командовал орудием 198-го гвардейского стрелкового полка 68-я гвардейской стрелковой дивизии 40-й армии Воронежского фронта. Отличился во время битвы за Днепр.
24 сентября 1943 года во время боёв на плацдарме на западном берегу Днепра в районе села Балыко-Щучинка Кагарлыкского района Киевской области Украинской ССР Ермоленко лично уничтожил несколько десятков солдат и офицеров противника, а также подавил несколько огневых точек.
Указом Президиума Верховного Совета СССР от 13 ноября 1943 года за «образцовое выполнение боевых заданий командования и проявленные при этом геройство и мужество» гвардии сержант Пантелей Ермоленко был удостоен высокого звания Героя Советского Союза с вручением ордена Ленина и медали «Золотая Звезда» за номером 3357.
В 1947 году в звании старшины Ермоленко был демобилизован. Проживал в селе Лиманное Серышевского района Амурской области, работал председателем колхоза, затем мастером сушильного агрегата. Умер 24 октября 1984 года, похоронен в Лиманном.
Был также награждён рядом медалей.